# Կ
Das Kên (Կ und կ) ist der 15. Buchstabe des armenischen Alphabets. Der Buchstabe stellt den Laut [⁠k⁠] (westarmenisch: [⁠g⁠]) dar und wird im Deutschen mit dem Buchstaben K (westarmenisch: G) transkribiert.
Es ist dem Zahlenwert 60 zugeordnet. 

## Zeichenkodierung
Das Kên ist in Unicode an den Codepunkten U+053F (Großbuchstabe) bzw. U+056F (Kleinbuchstabe) zu finden.